# Vai Trabalhar, Vagabundo!
Vai Trabalhar, Vagabundo! é um filme de comédia brasileiro de 1973, dirigido, escrito e estrelado por Hugo Carvana, em sua estreia como diretor, no papel do malandro Dino. A música é de Chico Buarque e Roberto Menescal. O filme foi inteiramente filmado na cidade do Rio de Janeiro.
A sequência, Vai Trabalhar, Vagabundo II: a Volta, foi lançada em 1991.

## Sinopse
Um malandro carioca sai da prisão depois de longo tempo e, sem dinheiro, utiliza seu talento para trambiques para ganhar algum. Preocupado com o fim da malandragem carioca, ele planeja uma revanche entre os dois maiores jogadores de sinuca da época, Russo e Babalu. Mas Russo está internado em um hospício desde sua última derrota, e Babalu agora é um trabalhador controlado de perto pela esposa Vitória, o "prêmio" da disputa; com Russo.[carece de fontes?]

## Elenco
- Hugo Carvana - Secundino "Dino" Meireles
- Odete Lara - Heloísa
- Paulo César Peréio - Russo
- Nelson Xavier - Babalu
- Rose Lacreta - Vitória
- Roberto Maya - Azambuja
- Nelson Dantas - Seu Mamede
- Wilson Grey - Tainha
- Valentina Godoy - Lú
- Otávio Augusto - Sampaio
- Zezé Motta - Shirley
- Lutero Luiz
- Fregolente
- Neila Tavares - grávida no calçadão
- Roberto Landin
- Sônia Dias
- Joseph Guerreiro
- Kim Negro - Baldino

## Principais prêmios e indicações
Festival de Gramado 1974 (Brasil)
- Recebeu o Prêmio Kikito na categoria de melhor filme.

Prêmio Air France 1973 (Brasil)
- Vencedor na categoria cinema.

Instituto Nacional de Cinema 1973 (Brasil)
- Vencedor do Prêmio Coruja de Ouro.

Cineclube de Marília 1975 (Brasil)
- Vencedor do Prêmio Curumim.

Festival de Messina (Itália)
- Vencedor na categoria de melhor roteiro e melhor trilha sonora (Chico Buarque de Holanda e Roberto Menescal).

Festival de Taormina (Itália)
- Recebeu o Prêmio Cariddi d'Óro, na categoria de opera prima (primeira obra).